# Adel al-Naqbi
Adel Ali Ahmed Khamis al-Naqbi (arabisch مهند قاسم; * 10. Januar 1982) ist ein Fußballschiedsrichter mit der Staatsbürgerschaft der Vereinigten Arabischen Emirate. Seit 2016 steht er auf der FIFA-Schiedsrichterliste.

## Karriere
Bereits seit mindestens Mai 2011 leitet er Partien in der heimischen UAE Pro League. Im März 2018 folgte sein erster Einsatz im AFC Cup.
Nach seiner Aufnahme auf die FIFA-Liste leitete er im März 2018 sein erstes Länderspiel zwischen A-Nationalmannschaften. Nach einigen weiteren Partien folgte ein Gruppenspiel bei der U-23-Asienmeisterschaft 2022. Nach zwei weiteren geleiteten Spielen beim Golfpokal 2023 übernahm er in der Gruppenphase der Asienmeisterschaft 2024 die Leitung einer Partie. Seinen ersten Einsatz bei einem interkontinentalen Turnier verzeichnete al-Naqbi bei Olympia 2024. Bei den Spielen in Paris leitete er mit seinen Assistenten Ahmed al-Rashadi und Sabet al-Ali zwei Begegnungen der Gruppenphase.

## Einsätze bei Olympia 2024
| Phase        |  | Datum         | Spielort | Heimmannschaft      | Gastmannschaft | Ergebnis  |
| ------------ |  | ------------- | -------- | ------------------- | -------------- | --------- |
| Gruppenphase |  | 24. Juli 2024 | Nizza    | Guinea              | Neuseeland     | 1:2 (0:1) |
| Gruppenphase |  | 27. Juli 2024 | Bordeaux | Dominikanische Rep. | Spanien        | 1:3 (1:1) |